# Баншимийубуса, Жерве
Жерве Баншимийубуса (рунди Gervais Banshimiyubusa, 9 сентября 1952 года, Руанда-Урунди) — католический прелат, епископ Нгози с 14 декабря 2002 года.

## Биография
4 июля 1981 года Жерве Баншимийубуса был рукоположён в священника.
10 мая 2000 года Римский папа Иоанн Павел II назначил Жерве Баншимийубусу вспомогательным епископом епархии Нгози. 16 сентября 2000 года состоялось рукоположение Жерве Баншимийубусы в епископа, которое совершил епископ Нгози Станислас Кабурунгу в сослужении с епископом Бужумбуры Эваристом Нгоягойе и епископом Руйиги Жозе Ндухирубусой.
14 декабря 2002 года Римский папа Иоанн Павел II назначил Жерве Баншимийубусу епископом Нгози.